# Kongens Lyngby

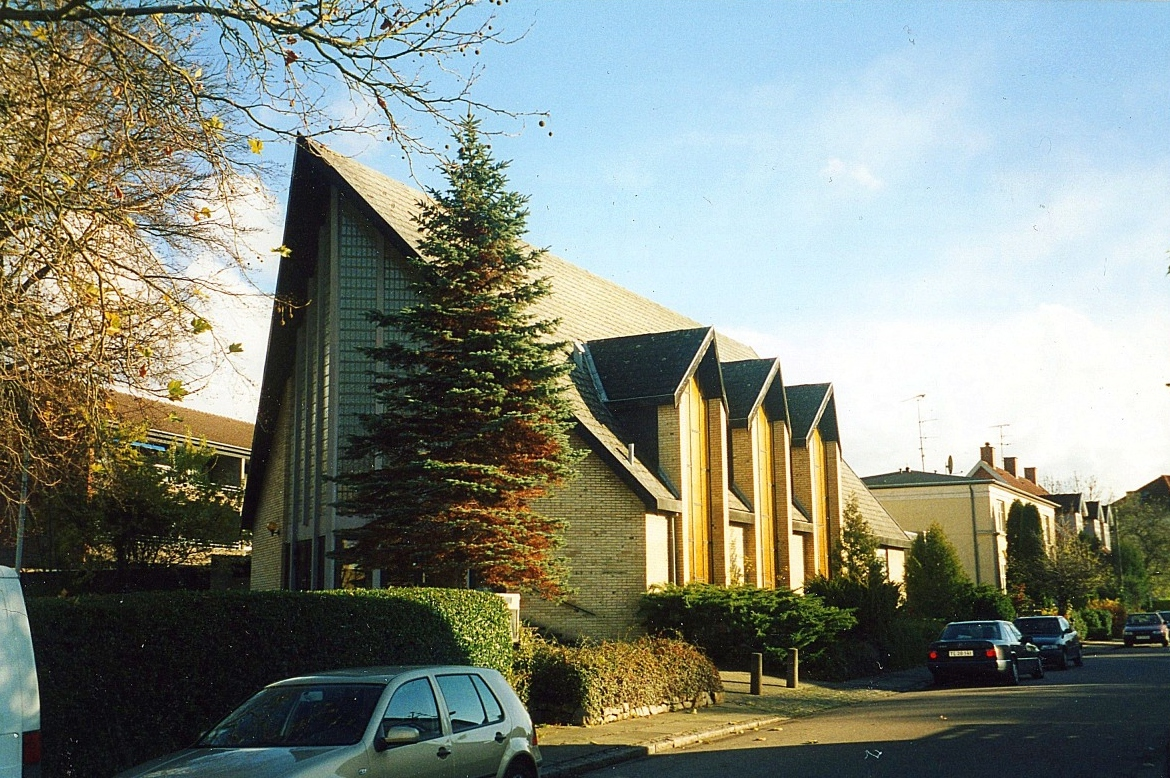
Baptistenkirche in Lyngby

Kongens Lyngby oder auch nur Lyngby ist Hauptort in der Lyngby-Taarbæk Kommune im Norden von Kopenhagen. Der Ort mit seinen 11.232 Einwohnern (Stand 2009) ist besonders wegen seines Fußballclubs Lyngby BK bekannt sowie unter Seeleuten als Standort von Lyngby Radio, der einzigen dänischen Küstenfunkstelle. Lyngby ist Sitz von Dänemarks Technischer Universität (Danmarks Tekniske Universitet).

## Geschichte und herausragende Bauwerke
Der Ort wurde in der Wikingerzeit zwischen 800 und 1050 gegründet. 1150 bekam der Ort eine Kirche, welche mit roten Ziegeln im romanischen Stil errichtet wurde.
Das königliche Schloss Sorgenfri wurde 1702 mit großen Gärten errichtet. Marienborg, ein großzügiges Herrenhaus, dient den dänischen Ministerpräsidenten seit 1962 als Sommerresidenz.
Das Freilichtmuseum des Dänischen Nationalmuseums Frilandsmuseet ved Sorgenfri erstreckt sich über ein großes Areal im Stadtgebiet.

## Söhne und Töchter
- Ida Brun (1792–1857), Sängerin, Tänzerin und klassische Pantomime
- Christian Andreas Schleisner (1810–1882), dänischer Maler
- Peter Anton Schleisner (1818–1900), dänischer Mediziner
- Aksel Jørgensen (1883–1957), dänischer Maler, Direktor der Königlich Dänischen Akademie[2]
- Sofus Rose (1894–1974), Marathonläufer, Olympiateilnehmer
- Frederik (IX.) von Dänemark (1899–1972), dänischer König
- Knut von Dänemark (1900–1976), dänischer Prinz
- Carsten Koch (* 1945), Wirtschaftswissenschaftler, Politiker sowie Minister
- Ib Ivan Larsen (* 1945), Ruderer
- Bent Pedersen (* 1945), Radrennfahrer
- Lise-Lotte Rebel (* 1951), Bischöfin der lutherischen Dänischen Volkskirche
- Mette Petersen (* 1955), Jazzmusikerin
- Joachim Holbek (* 1957), Komponist
- Martin Rode (1961–1989), Schauspieler
- Jeanette Ottesen Gray (* 1987), Schwimmerin
- Jacob Bruun Larsen (* 1998), Fußball-Nationalspieler